# Parcoblatta pennsylvanica
Parcoblatta pennsylvanica es una especie de cucaracha del género Parcoblatta, familia Blaberidae, orden Blattodea.

## Distribución
Se distribuye por América del Norte: Estados Unidos y Canadá, en las provincias de Quebec y Ontario.

## Taxonomía
Fue descrita por De Geer en 1773 y publicada en De Geer. 1773. Mem. Hist. Ins. 3. Stockholm.